# Castell de Mur
Castell de Mur è un comune spagnolo di 149 abitanti situato nella comunità autonoma della Catalogna.

## Luoghi di interesse

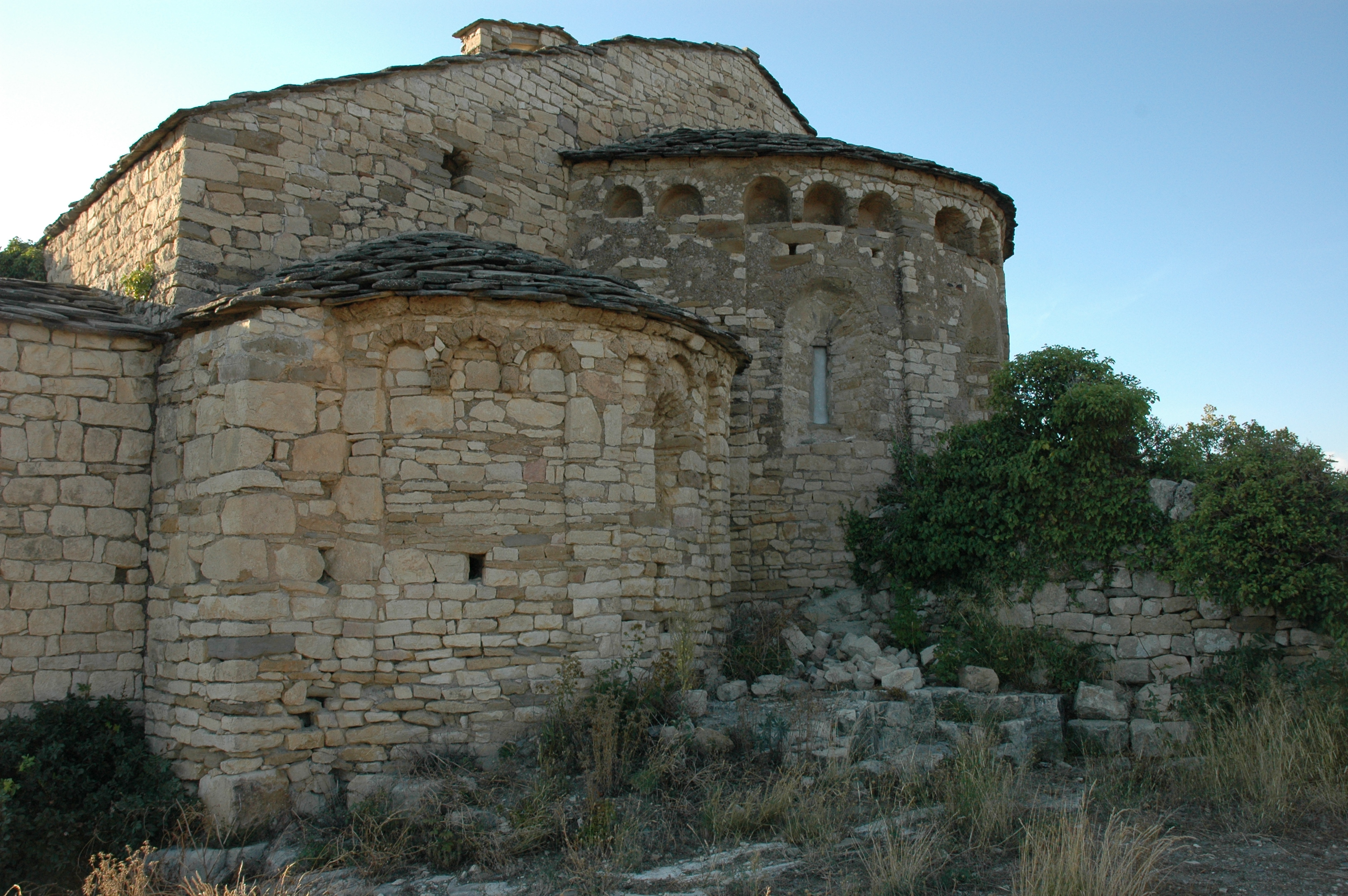
Abside della chiesa di Santa Maria di Mur

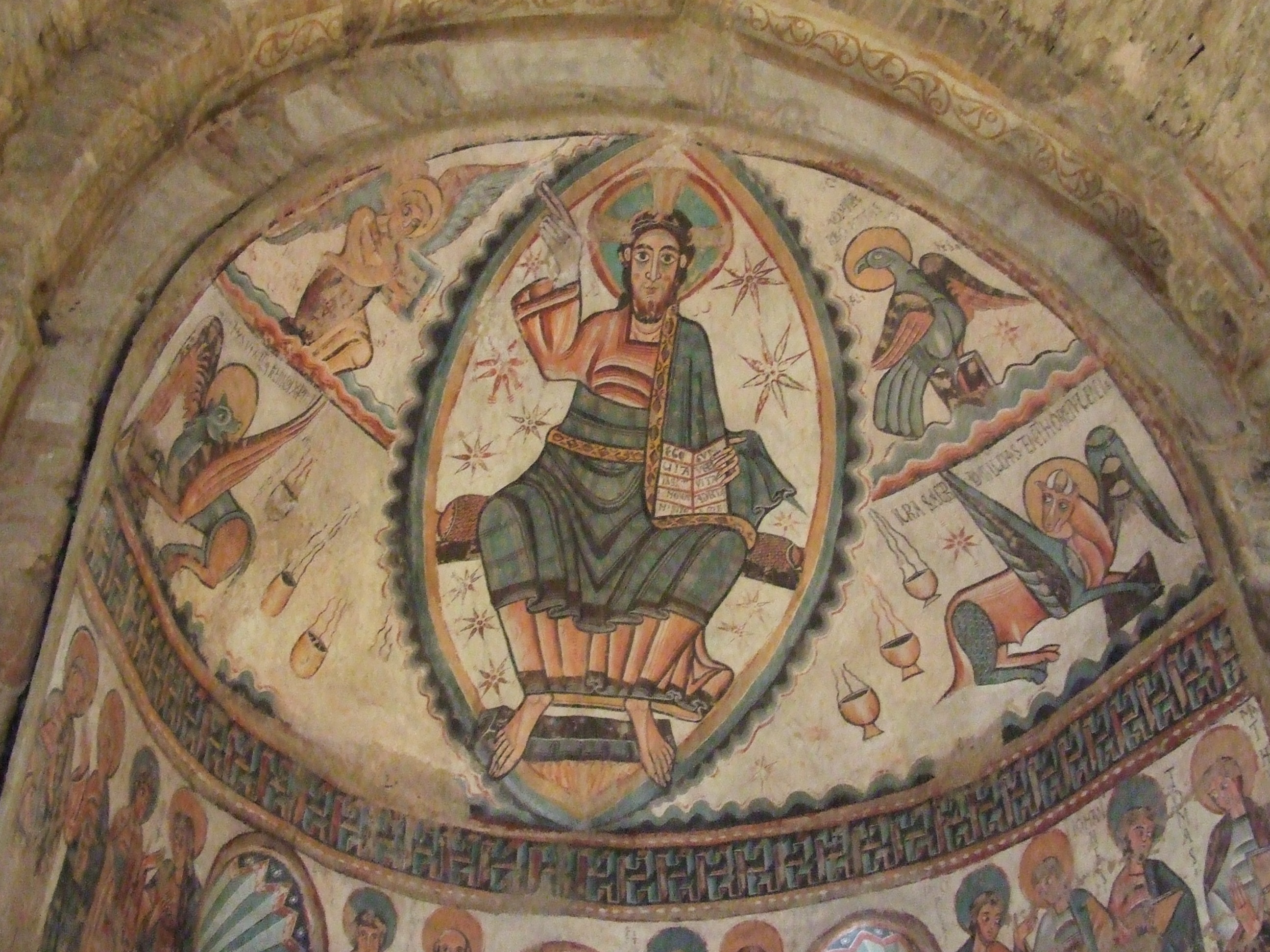
Affresco del Cristo nel tetramorfo

### Chiesa di Santa Maria di Mur
Sul catino dell'abside centrale della chiesa di Santa Maria de Mur si sviluppa il tema, comunemente trattato, del Cristo nel tetramorfo, accompagnato da una fila di Apostoli sulle pareti. Il registro inferiore, in cattivo stato, è dedicato alle offerte di Caino di Abele, nonché a scene dell'Infanzia di Cristo, ora conservati al Museum of Fine Arts  di Boston. I resti della decorazione di una piccola abside, tra cui una Ascensione, sono conservati a Barcellona nel Museu nacional d'art de Catalunya. La presenza di fondi chiari senza bande e il particolare il modellato dei volti e delle mani consentono di accostare l'opera del affrescatore della chiesa a certi dipinti murali francesi. Gli influssi di questo maestro in Catalogna non sono quasi rintracciabili, se non resti della decorazione della vicina chiesa di Àger. I dipinti della chiesa di Mur presentano somiglianze iconografiche con quelli di Ripoll, scomparsi ma noti da descrizioni. Si è supposto che tali rassomiglianze si estendessero anche al piano stilistico.